# Coccodiella toledoi
Coccodiella toledoi är en svampart som först beskrevs av Chardón, och fick sitt nu gällande namn av I. Hino & Katum. 1968. Coccodiella toledoi ingår i släktet Coccodiella och familjen Phyllachoraceae.   Inga underarter finns listade i Catalogue of Life.